# Oleum
|  | Aquest article tracta sobre la població de Califòrnia. Si cerqueu la mescla anomenada òleum, vegeu «àcid sulfúric fumant». |

Oleum és una àrea no incorporada al Comtat de Contra Costa, a l'estat de Califòrnia. Oleum és a la línia ferroviària de la Southern Pacific a 6 milles (10 km) al sud/sud-est de Point Pinole, a 62 m. sobre el nivell del mar. Hi ha una refineria de petroli, del qual rep el seu nom - de l'anglès "petroleum". Oleum és sobre l'antic land grant, el ranxo El Pinole, atorgat a Ygnacio Martínez. A Oleum hi hagués una oficina de correus activa entre 1910 i 1951.